# Jacintho José Nunes Leite
Jacinto José Nunes Leite, foi um empresário, comendador, Maçom, industrial, Coronel e dono de terras. É considerado como o fundador do bairro de bebedouro, Maceió. Filho de comerciantes portugueses, nasceu em Oliveira de Azeméis, Aveiro, em 18 de janeiro de 1840.
Era filho de Jacinto José Nunes Leite e Maria Joaquina Nunes Leite. Seus pais eram donos de quintas em Portugal, e produziam azeite que chegava a ser exportado até o Brasil. Na sua juventude estudou em Porto. No ano de 1861 se casou com, Maria Thereza de Jesus, filha de Basil Joaquim da Conceição, em seguida veio para o Brasil com sua esposa no paquete Guadiana, desembarcou no porto do Recife e se estabeleceu em Maceió como negociante de Secos & Molhados. Com o passar do tempo os seus irmãos, Domingos, João e Francisco também se estabeleceram em Maceió, depois de muitos anos Francisco se estabeleceu no Rio de Janeiro.
O Comendador Jacintho Nunes Leite era irmão de, Francisco Nunes Leite, do Coronel Domingos Nunes Leite, do Coronel João Nunes Leite, de Ana Nunes Leite, Manoel Nunes Leite, Luiz Nunes Leite, José Nunes Leite, Rosa Nunes Leite, Emilia nunes leite, Maria Nunes leite.
Se destacou durante seus primeiros anos em Maceió, participando em 7 de Setembro de 1866 da criação da Associação Comercial de Maceió. Em 1867 tinha uma firma chamada, Jacintho Leite & Cia, que fundou a primeira loja de ferragens de Maceió em 1867, e possuía uma refinaria de açucar.

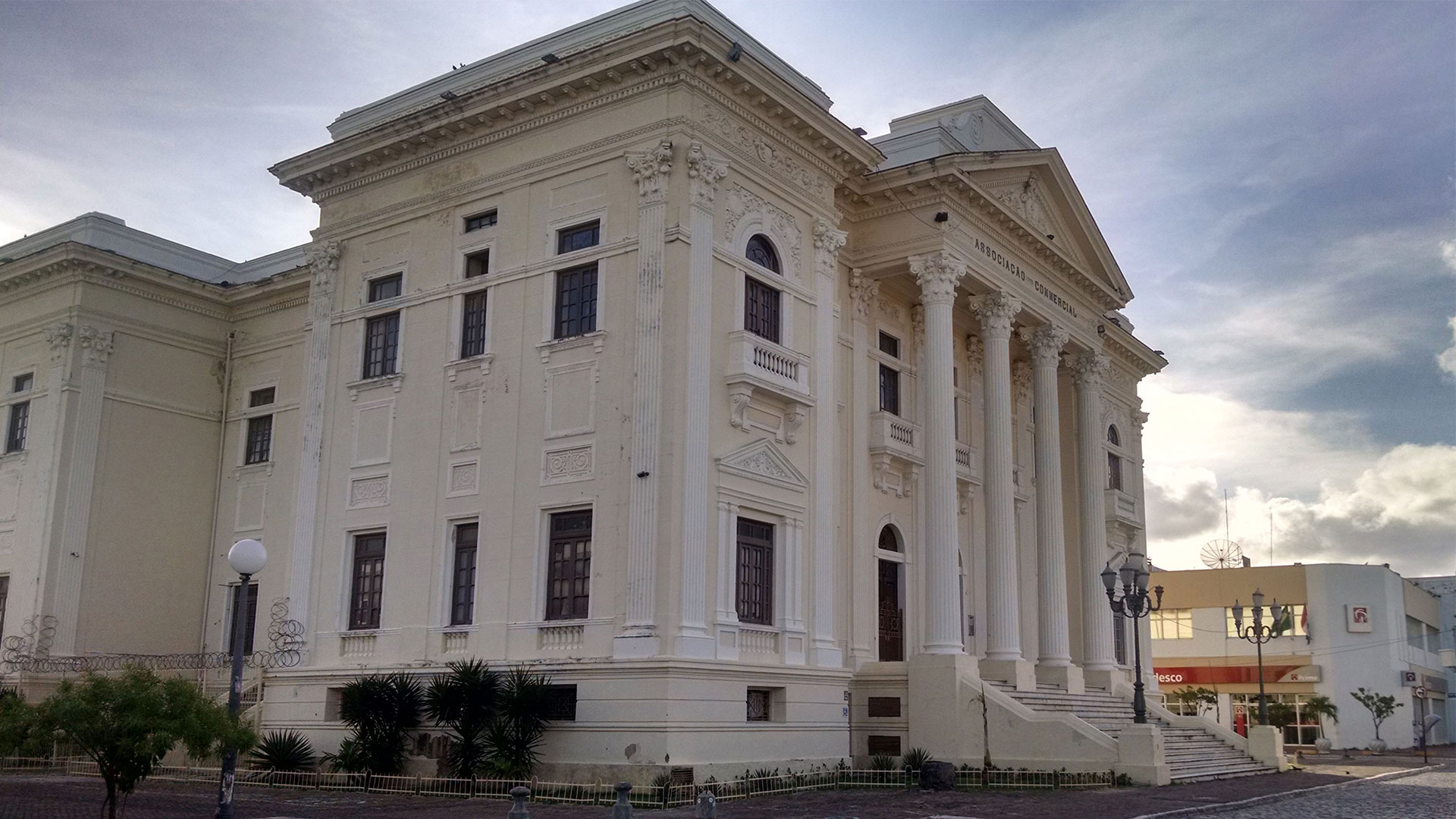
Associação Comercial de Maceió, RELU, 2016

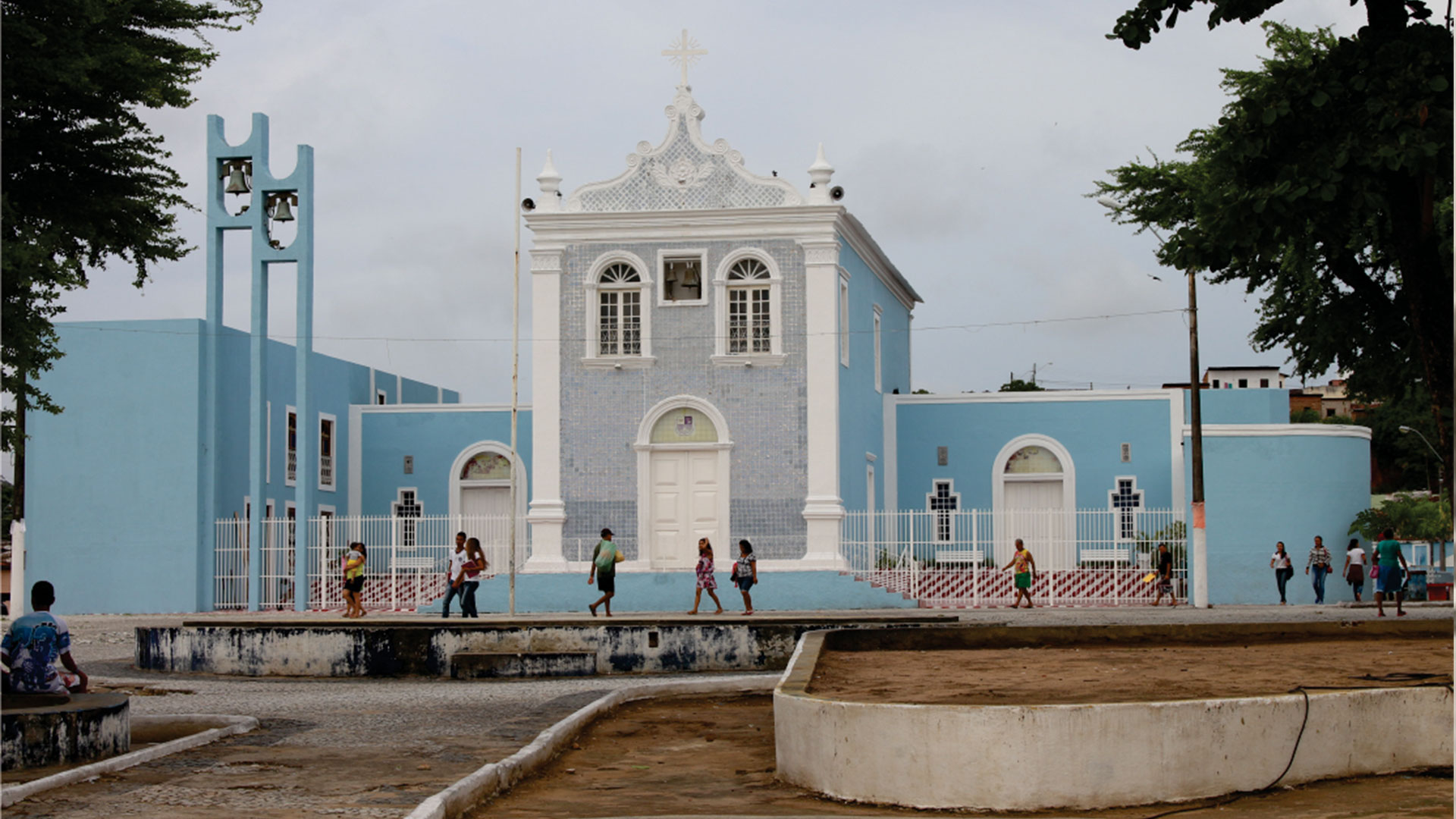
Antiga Praça da Matriz de Bebedouro, atual Praça Coronel Lucena Maranhão e Paróquia de Santo Antônio de Pádua, RELU, 2016

Em 1857 participa da fundação da Sociedade Anônima Companhia União Mercantil, e em 1863 foi inaugurada pela Sociedade Anônima Companhia União Mercantil, uma fábrica de tecer algodão em fernão velho, hoje em dia conhecida como Fabrica de Tecidos Carmen, que tinha como sócios, José Antônio de Mendonça: o Barão de Jaraguá e Tibúrcio Alves de Carvalho, e entre os acionistas estava Jacintho José Nunes Leite, que foi aumentando a sua participação até se tornar um dos diretores da fábrica em 1870, o comendador foi o segundo proprietário da fábrica e foi responsável pela construção de uma estrada  ligando Bebedouro e Fernão Velho.
Participou da fundação da terceira loja maçônica de Alagoas, a Perfeita Amizade Alagoana em 1 de junho de 1868 como tesoureiro. Floriano Peixoto foi membro dessa loja maçônica, e usou o pseudónimo de Alexandre Magno  Em 25 de junho de 1870 ele fundou a quarta loja maçônica de Alagoas, a Fraternidade Alagoana. É dito que ele exigia de seus iniciados que libertassem seu escravos. Ele chegou a atingir o grau de venerável na maçonaria.
Em 1882 o Liceu Provincial de Alagoas realizou os exames preparatórios de julho com a ajuda financeira de, Jacintho José Nunes Leite, Dr. Joaquim Pontes de Miranda e de Candido Venancio, no valor de 700.000 réis, Candido Venancio era o único que tinha filhos no Liceu Provincial. Ainda no ano de 1882, foi criada a firma, Lima, Leite & Cia, composta pelo engenheiro mecânico Eduardo Lima e por Jacintho José Nunes Leite. Em 2 de dezembro de 1883 as 14 horas foi inaugurada pela firma, a fundição Alagoana, a primeira fundição do estado de Alagoas. Após o falecimento do engenheiro Eduardo Lima em 1884, os seus direitos na fundição seriam comprados de sua esposa por Jacintho José Nunes Leite.

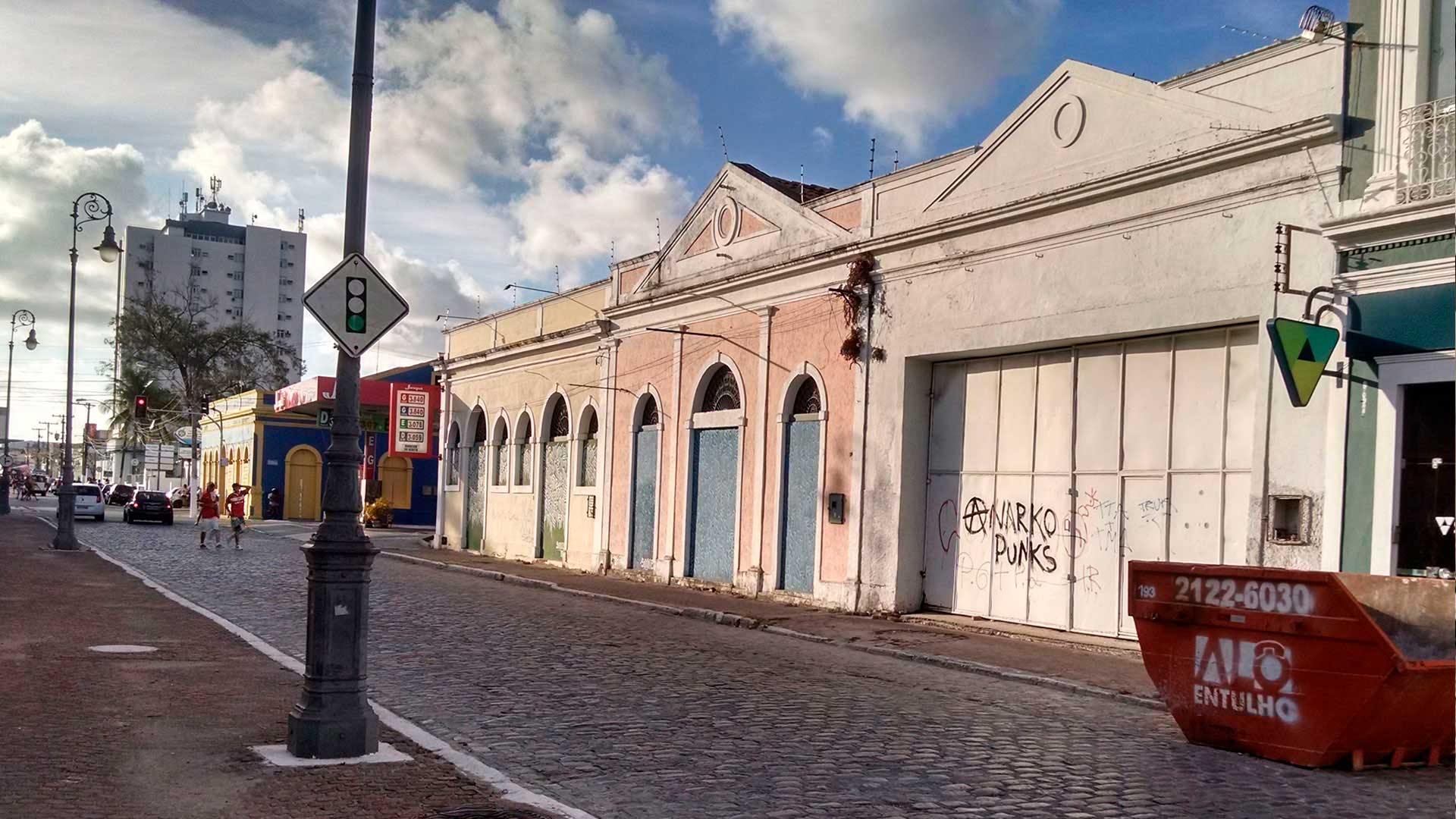
Antiga Fundição Alagoana, rua Sá e Albuquerque, RELU, 2016

Em 1883 cria a empresa Água Potável Maceioense juntamente com, Manoel José de Pinho, e em 23 de outubro 1885 implantou água encanada nos bairros de Bebedouro e Mutange, um tempo depois implantou em Maceió.
Jacintho José Nunes Leite foi fundador, acionista e diretor da primeira companhia de transportes de bondes de Maceió, a Companhia Alagoana de Trilhos Urbanos - CATU, no começo os bondes eram movidos por tração animal. Foi responsável pelo serviço de abastecimento de água potável em Maceió e pela construção de um hospital. Construiu um porto em Maceió, que mais tarde seria vendido por ele,  para o estado por um baixo preço, também construiu um novo cemitério para a cidade, os portões do cemitério foram feitos em sua fundição e realizou a construção da Paróquia de Santo Antônio de Pádua entre 1870 e 1873, substituindo a capela anterior construída em 1816 pelo português Antônio Maria de Aguiar, o sino da paróquia foi feito na sua fundição e os azulejos foram importados diretamente de Portugal por ele. Também era abolicionista, realizava a compra de escravos e logo em seguida os alforria, sendo o motivo de alguns senhores de engenho não comprarem em sua fundição.
Jacintho José Nunes Leite passou a ser chamado nos jornais pelo título de Comendador em 1889. Tendo recebido o título em algum momento do período. O título de Comendador foi concedido a Jacintho Nunes Leite por Dom Pedro II.
Em 1891 o comendador era eleito Venerável na loja maçonica Perfeita Amizade Alagoana.
Em 1894 Jacinto Nunes Leite era um dos acionistas da Companhia Progresso Alagoano, e era diretor da Companhia de Navegação das Lagoas Norte e Manguaba.

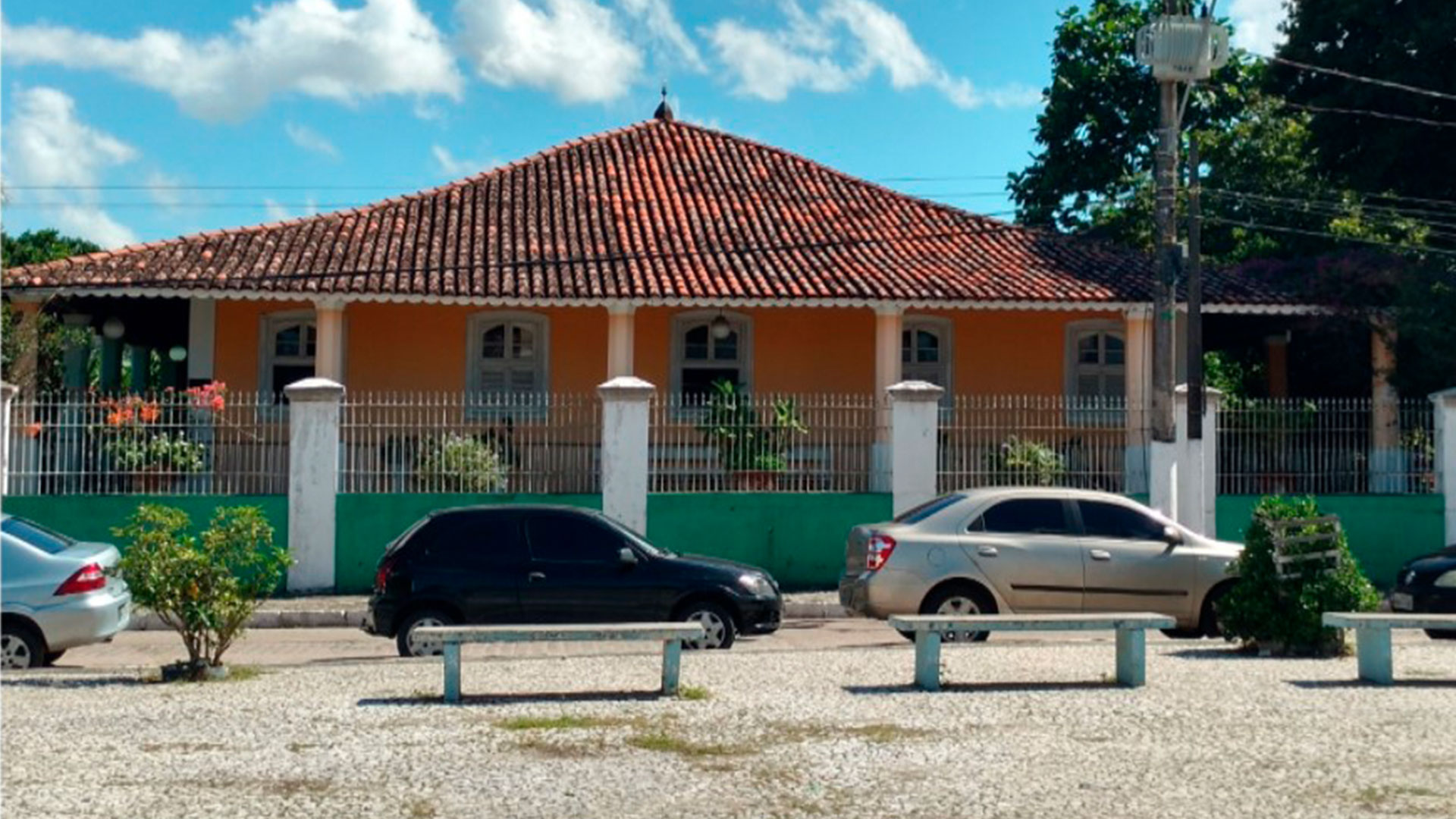
Solar Nunes Leite na praça Coronel Lucena Maranhão, Maceió, em 2016

Morou no Solar Nunes Leite, a propriedade localizada no antigo sítio da capelinha do bebedouro é considerada como uma das edificações mais antiga de Maceió, hoje localizada na praça Coronel Lucena Maranhão, quando o antigo sítio da capelinha foi comprado pelo Jacinto Nunes Leite, ele possuía uma pequena casa que foi substituída pelo atual Solar Nunes Leite, construído aproximadamente em 1890, e uma pequena capela construída em 1816 pelo português Antônio Maria de Aguiar, que foi demolida, e em seu lugar foi construída a Igreja Santo Antônio de Pádua entre 1870 e 1873. Também construiu um coreto, que foi demolido entre os anos de 1997 e 1998. O Solar era o local de eventos organizados pelo Jacintho Nunes leite, chegando a ter a participação de Floriano Peixoto, que assinou  documentos na propriedade. Atualmente a  propriedade fica localizada no bairro de Bebedouro, e foi tombada como patrimônio histórico.
Em 1908 o comendador era gerente da fábrica União Mercantil.
Em setembro de 1909 o comendador colocou a venda a sua loja de ferragens e a Fundição Alagoana, anunciou nos jornais que pretendia sair de Alagoas, depois de não conseguir vender a fundição foi criada a firma Jacintho Leite, Filho & Costa em abril de 1910, era composta pelo seu filho, o engenheiro Jacintho Nunes Leite Filho e por Caetano de Albuquerque Silva Costa. Ao longo dos anos a fundição mudou de proprietários 3 vezes, até fechar em 1980 quando estava localizada em outro endereço
Em, 12 de março de 1910, houve uma reunião da CATU com o intuito de alterar a tração animal dos bondes para a elétrica. Porém o capitalista Teixeira Basto realizou uma manobra  para tentar Impedir que a empresa substituísse a tração animal pela elétrica.
Em 1910, Jacintho Nunes leite renunciou de seu cargo na Companhia Alagoana de Trilhos Urbanos (CATU).
O Comendador possuía diversos arrendamentos espalhados por Maceió. E financiou o projeto de seu irmão, Coronel Domingos Nunes Leite de construir o pavilhão  Domingos Nunes Leite para que fosse doado a Santa Casa da Misericórdia de Maceió.

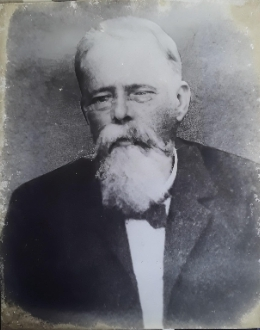
Comendador Jacintho Nunes Leite no início do século XX

Jacintho Nunes Leite faleceu no dia 20 de maio de 1914. Está sepultado em seu jazigo localizado no cemitério que construiu em Maceió.
Em um jornal de 1917 o comendador era considerado como, chefe político em bebedouro.
Em 1991 foi comemorado no Solar Nunes Leite o cinquentenário do Comendador e Centenário do Solar, sendo organizado um evento no solar pelo seu neto, o Dr. Antonio Ricardo de Nunes Leite, filho do Dr. Antonio Nunes Leite e de Astrogilda Alves Ether. No mesmo ano foi colocada uma placa em homenagem ao Comendador na praça Coronel Lucena Maranhão.
Em 2009 foi realizada a reportagem Bairros de Maceió, que contava a historia do Comendador e do bairro de Bebedouro. Com a participação de seu neto, Antonio Ricardo, a reportagem mostra algumas fotos e o interior do Solar Nunes Leite.

## Cronologia
- 1840 - Nascimento em Oliveira de Azeméis, Aveiro, Portugal[2]
- 1857 - Participa da criação da Sociedade Anônima Companhia União Mercantil
- 1861 - Se casou com Maria Thereza de jesus[2]
- 1861 - Veio para o Brasil[2]
- 1863 - Participa da construção da Fábrica de Tecidos Carmen
- 1866 - Participou da criação da Associação Comercial de Maceió[9][7][8][2]
- 1867 - Criou a firma Jacintho Leite & Cia, dono da primeira loja de ferragens de Maceió e uma refinaria de açucar[8][7][2]
- 1870 - Se torna diretor da Fábrica de Tecidos Carmen[2]
- 1873 - Construiu a Paróquia de Santo Antônio de Pádua[21]
- 1882 - Ajuda financeiramente o Lyceu Provincial de Alagoas[5]
- 1882 - Cria a firma Lima, Leite & Cia[12]
- 1883 - Inauguração da Fundição Alagoana, a primeira de Alagoas[12]
- 1883- Cria a empresa Água Potável Maceioense[14]
- 1884 - Compra os direitos da Fundição Alagoana da viúva de Eduardo Lima[12]
- 1889 - Recebeu o título de Comendador por Dom Pedro II[9]
- 1890 - cria o Solar Nunes Leite[19][7]
- 1891 - era eleito venerável na maçonaria[18]
- 1894 - era diretor da companhia Progresso Alagoano[18]
- 1894 - era diretor da Companhia de Navegação das Lagoas Norte e Manguaba[18]
- 1910 - Renunciou de seu cargo na Companhia Alagoana de Trilhos Urbanos[23]
- 1914 - Faleceu em Maceió, Alagoas, Brasil[8]

## Descendência
O comendador Jacintho José Nunes Leite teve 11 filhos com a sua esposa Maria Thereza de Jesus: João Nunes Leite Sobrinho, engenheiro Jacintho José Nunes Leite Filho, Maria Nunes Leite, Emilia Nunes Leite, Rosa Nunes Leite, Anna Nunes Leite, Francisco Nunes Leite, José Nunes Leite,  Antonio Nunes Leite, Luiz Nunes Leite e Manoel Nunes Leite.
Engenheiro Jacintho José Nunes Leite Filho, era o filho mais velho, se formou em todos os cursos de engenharia da época na Alemanha e Inglaterra. Participou da Cooperadora Alagoana. Foi diretor técnico da fábrica União Mercantil e construiu uma fábrica de vidros em Alagoas, chamada Leite & Leite, juntamente com os seus irmãos, Dr. Antônio Nunes Leite e Maria Nunes Leite, tendo o custo de 300:000$000 Réis. Foi inaugurada em 31 de Janeiro de 1920. Foi a maior fábrica de vidros do norte e nordeste. Em 26 de março de 1920, Jacintho Nunes Leite Filho veio a falecer após um acidente, Devido a uma contaminação com terra no maquinario, de causa desconhecida, sem descendência.
Dr. Antonio Nunes Leite, era o segundo filho mais velho, se formou em direito em 1907, foi um Procurador da República e fundador do jornal, o Alagoas em 1912 e fundou uma banda de música. Se casou em 22 de Fevereiro de 1922 com Astrogilda Alves Ether, uma poeta e pianista que compôs o hino a Santo Antônio da matriz de bebedouro, filha do Comandante, Coronel Olympio Ether e de Ursulina Alves Tosta. Era irmã de Agripino Ether, um dos fundadores da Academia Alagoana de Letras, com descendência.
Anna Nunes Leite, se casou com Cecil George Brotherhood, filho de Josephina Dubeux Brotherhood e de Ernesto Brotherhood era um guarda livros da usina Leão, com descendência.
Emilia Nunes Leite se casou em 19 de Fevereiro de 1908 com Caetano de Albuquerque Silva Costa, irmão do coronel Seraphim Costa. Faleceu em 22 de Julho de 1910, aos 24 anos de idade durante um parto, com descendência.
Francisco Nunes Leite Sobrinho faleceu em 12 de Março de 1911, aos 13 anos de idade, de febre beliosa.
Luiz Nunes Leite começou os estudos na Bahia e depois foi estudar no Rio de Janeiro com o seu irmão José Nunes Leite, em 1917 era um estudante de medicina no Rio de Janeiro na Faculdade de Medicina do Rio de Janeiro, após matar o condutor de um bonde, foi diagnosticado com uma transtorno mental e foi internado em um hospital.
João Nunes Leite Sobrinho: existe uma rua em sua homenagem. Com descendência.
Maria Nunes Leite se casou com o Dr. Antonio José de Farias Costa irmão do Cônego Costa, com descendência.

## Homenagens e Honras
Rua Comendador Jacintho Leite em Fernão Velho, Maceió.
Comenda Empresário e Comendador Jacintho José Nunes Leite.
Em 1889 era comendador, provavelmente Comendador da Imperial Ordem da Rosa devido os seus serviços prestados ao Estado.
Em 2014 foi comemorado o seu centenário de falecimento em Alagoas.